# Katrin Wagner-Augustin
Katrin Wagner-Augustin (13 octobre 1977 à Brandebourg-sur-la-Havel) est une kayakiste allemande pratiquant la course en ligne.